# The Big Music Quiz
The Big Music Quiz is een Nederlands televisieprogramma dat werd uitgezonden door RTL 4. Het programma was gebaseerd op een format vanuit Frankrijk. In The Big Music Quiz werd de muziekkennis van bekende Nederlanders getest aan de hand van verschillende spellen die allemaal te maken hadden met muziek. De presentatie van het programma was in handen van Humberto Tan.

## Format
Onder leiding van presentator Humberto Tan namen twee teams bestaande uit bekende Nederlanders het tegen elkaar op in deze muziekquiz. Het programma bestaat uit verschillende onderdelen waarin spellen worden gespeeld die allemaal in het teken staan van muziek. In elk spel ging het om hits waarvan moet worden geraden wie het lied normaal gesproken zingt.
In het programma kwamen telkens vier vrouwelijke en vier mannelijke bekende Nederlanders en aan de hand van een openingsspel komen er uit hen twee teamcaptains. Deze teamcaptains mogen om de beurt een medespeler uitkiezen en zo worden de twee teams gevormd. Vervolgens gaat de muziekquiz echt van start en beginnen de spellen. De verschillende spellen die voorbij komen zijn:
- The warm up: hierbij worden er hits ten gehore gebracht en moeten ze de artiest ervan noteren.
- Crazy covers: hierbij worden grote hits live in de studio gespeeld met niet-alledaagse instrumenten en moeten de kandidaten raden van wie de hit is. Wie het goed raadt krijgt een punt
- Headphone heroes: hierbij krijgen kinderen, ouderen en van elk team één kandidaat een koptelefoon op en moeten ze het lied dat ze dan horen meezingen, dit is vaak een lied uit het buitenland. De teams moeten hierbij raden van wie dit lied oorspronkelijk is. Het team het goed raad krijgt een punt.
- Twisted tunes: hierbij worden nummers achterstevoren, versneld, vertraagd, vertaald of in delen afgespeeld, welk team het goed raad krijgt een punt.
- Double mix: hierbij wordt de tekst van het ene nummer gezongen over de muziek van een ander nummer, welk team raad van welke artiesten de nummers zijn krijgt een punt.
- DJ mega mix: hierbij hoor je in ruim een minuut twaalf nummers achter elkaar en moeten de kandidaten zoveel mogelijk artiesten onthouden. Degene die vervolgens het hoogste biedt moet binnen een minuut dat aantal artiesten opnoemen. Lukt dit, dan scoren ze dat aantal punten. Zo niet, dan gaan de punten naar het andere team.

Vervolgens strijden de kandidaten van het gewonnen team tegen elkaar. Iedere BN'er krijgt in de finale een thema en daarvan moet hij of zij zo veel mogelijk artiesten opnoemen. Degene die de meeste punten heeft is de ultieme winnaar van de aflevering. De ultieme winnaar krijgt elk seizoen een andere speciale prijs die in het thema is van muziek. Het verliezende team moet een dansoptreden geven.

## Seizoensoverzicht
| Seizoen | Uitzenduren             | Aantal afleveringen | Start seizoen    | Start seizoen | Einde seizoen   | Einde seizoen | Gemiddelde kijkcijfers |
| Seizoen | Uitzenduren             | Aantal afleveringen | Datum            | Kijkcijfers   | Datum           | Kijkcijfers   | Gemiddelde kijkcijfers |
| ------- | ----------------------- | ------------------- | ---------------- | ------------- | --------------- | ------------- | ---------------------- |
| 1       | Vrijdag 21:30 – 22:30   | 6                   | 8 september 2017 | 847.000       | 13 oktober 2017 | 975.000       | 932.167                |
| 2       | Donderdag 21:30 – 22:30 | 8                   | 12 april 2018    | 689.000       | 7 juni 2018     | 458.000       | 518.750                |
| 3       | Donderdag 21:30 – 22:30 | 7                   | 5 september 2019 | 697.000       | 17 oktober 2019 | 731.000       | 587.143                |

## Seizoenen

### Seizoen 1 (2017)
| Nr. | Uitzenddatum      | Teams  | BN'ers            | BN'ers            | BN'ers            | BN'ers                | Status   | Kijkcijfers |
| --- | ----------------- | ------ | ----------------- | ----------------- | ----------------- | --------------------- | -------- | ----------- |
| 1   | 8 september 2017  | Team 1 | Froukje de Both   | Ruben Nicolai     | Pearl Joan        | Roxeanne Hazes        | Verloren | 847.000     |
| 1   | 8 september 2017  | Team 2 | Kasper van Kooten | Mattie Valk       | Jim Bakkum        | Elske DeWall          | Gewonnen | 847.000     |
| 2   | 15 september 2017 | Team 1 | Roué Verveer      | Jörgen Raymann    | Esmée van Kampen  | Manon Meijers         | Verloren | 881.000     |
| 2   | 15 september 2017 | Team 2 | Tania Kross       | Jett Rebel        | Tim Douwsma       | Josje Huisman         | Gewonnen | 881.000     |
| 3   | 22 september 2017 | Team 1 | Gijs Staverman    | Bibi Breijman     | Robin Martens     | Ferry Doedens         | Gewonnen | 918.000     |
| 3   | 22 september 2017 | Team 2 | Tommie Christiaan | Lieke van Lexmond | Ronald Molendijk  | Bridget Maasland      | Verloren | 918.000     |
| 4   | 29 september 2017 | Team 1 | Joris Linssen     | Holly Mae Brood   | Marlayne Sahupala | Carolina Dijkhuizen   | Gewonnen | 969.000     |
| 4   | 29 september 2017 | Team 2 | Luuk Ikink        | Heleen van Royen  | Soy Kroon         | Yes-R                 | Verloren | 969.000     |
| 5   | 6 oktober 2017    | Team 1 | Berget Lewis      | Kay Nambiar       | Edsilia Rombley   | Ruth Jacott           | Verloren | 1.003.000   |
| 5   | 6 oktober 2017    | Team 2 | Carlo Boszhard    | Glennis Grace     | Gers Pardoel      | Guido Spek            | Gewonnen | 1.003.000   |
| 6   | 13 oktober 2017   | Team 1 | John Williams     | Goedele Liekens   | Niels Geusebroek  | Annemieke Schollaardt | Verloren | 975.000     |
| 6   | 13 oktober 2017   | Team 2 | Gerard Ekdom      | Thomas Berge      | Maan              | Evelyn Struik         | Gewonnen | 975.000     |

Ultieme winnaars (winnaar uit het winnende team):
- Aflevering 1: Mattie Valk
- Aflevering 2: Jett Rebel
- Aflevering 3: Bibi Breijman
- Aflevering 4: Caroline Dijkhuizen
- Aflevering 5: Glennis Grace
- Aflevering 6: Gerard Ekdom

### Seizoen 2 (2018)
| Nr. | Uitzenddatum  | Teams  | BN'ers              | BN'ers                 | BN'ers              | BN'ers             | Status   | Kijkcijfers |
| --- | ------------- | ------ | ------------------- | ---------------------- | ------------------- | ------------------ | -------- | ----------- |
| 1   | 12 april 2018 | Team 1 | Eva Simons          | Lucille Werner         | Jeroen van der Boom | Jebroer            | Gewonnen | 689.000     |
| 1   | 12 april 2018 | Team 2 | Géza Weisz          | Danny de Munk          | Evi Hanssen         | Sabrina Starke     | Verloren | 689.000     |
| 2   | 19 april 2018 | Team 1 | Dominique van Hulst | Imanuelle Grives       | Jan Dulles          | Tino Martin        | Gewonnen | 414.000     |
| 2   | 19 april 2018 | Team 2 | Angela Groothuizen  | Gwen van Poorten       | Jaap Kwakman        | Jan de Witte       | Verloren | 414.000     |
| 3   | 26 april 2018 | Team 1 | Nicolette van Dam   | Vajèn van den Bosch    | Christina Curry     | Keizer             | Verloren | 557.000     |
| 3   | 26 april 2018 | Team 2 | Monique Smit        | Kees Tol               | Ferri Somogyi       | Martin Buitenhuis  | Gewonnen | 557.000     |
| 4   | 3 mei 2018    | Team 1 | Igmar Felicia       | Erik de Zwart          | Lisa Lois           | Fien Vermeulen     | Gewonnen | 482.000     |
| 4   | 3 mei 2018    | Team 2 | Buddy Vedder        | Tim van Esch           | Dilan Yurdakul      | Manuëla Kemp       | Verloren | 482.000     |
| 5   | 17 mei 2018   | Team 1 | Eva Koreman         | Vivienne van den Assem | Wolter Kroes        | Monica Geuze       | Verloren | 521.000     |
| 5   | 17 mei 2018   | Team 2 | Domien Verschuuren  | Shirma Rouse           | Danny Froger        | Fred van Leer      | Gewonnen | 521.000     |
| 6   | 24 mei 2018   | Team 1 | Soundos El Ahmadi   | Tim Douwsma            | Syb van der Ploeg   | Leo Alkemade       | Verloren | 541.000     |
| 6   | 24 mei 2018   | Team 2 | Belle Perez         | Samantha Steenwijk     | Martijn Fischer     | Nicolette Kluijver | Gewonnen | 541.000     |
| 7   | 31 mei 2018   | Team 1 | Sharon Doorson      | Shary-An               | Tim Akkerman        | EliZe              | Verloren | 488.000     |
| 7   | 31 mei 2018   | Team 2 | Jan Kooijman        | René van Kooten        | Esmée van Kampen    | Frans Duijts       | Gewonnen | 488.000     |
| 8   | 7 juni 2018   | Team 1 | Charly Luske        | Jody Bernal            | Anouk Maas          | Suzanne Klemann    | Gewonnen | 458.000     |
| 8   | 7 juni 2018   | Team 2 | Jeroen Nieuwenhuize | Monique Klemann        | Kaj van der Voort   | Caroline Tensen    | Verloren | 458.000     |

Ultieme winnaars (winnaar uit het winnende team):
- Aflevering 1: Eva Simons
- Aflevering 2: Jan Dulles
- Aflevering 3: Monique Smit
- Aflevering 4: Lisa Lois
- Aflevering 5: Domien Verschuuren
- Aflevering 6: Samantha Steenwijk
- Aflevering 7: René van Kooten
- Aflevering 8: Charly Luske

### Seizoen 3 (2019)
| Nr. | Uitzenddatum      | Teams  | BN'ers                 | BN'ers                 | BN'ers                  | BN'ers            | Status   | Kijkcijfers |
| --- | ----------------- | ------ | ---------------------- | ---------------------- | ----------------------- | ----------------- | -------- | ----------- |
| 1   | 5 september 2019  | Team 1 | Desray                 | Veronica van Hoogdalem | Tony Junior             | Pernille La Lau   | Gewonnen | 697.000     |
| 1   | 5 september 2019  | Team 2 | Kaj van der Voort      | Gerard Joling          | Stijn Fransen           | Défano Holwijn    | Verloren | 697.000     |
| 2   | 12 september 2019 | Team 1 | Bella Hay              | Renate Gerschtanowitz  | Leona Philippo          | Jessie Jazz Vuijk | Verloren | 563.000     |
| 2   | 12 september 2019 | Team 2 | Frans van Zoest        | Jamie Westland         | Bas van Wageningen      | Aran Bade         | Gewonnen | 563.000     |
| 3   | 19 september 2019 | Team 1 | Stephanie van Eer      | Brainpower             | Dione de Graaff         | Shirma Rouse      | Verloren | 574.000     |
| 3   | 19 september 2019 | Team 2 | Manuel Broekman        | Anne-Marie Jung        | Dave von Raven          | Bastiaan Ragas    | Gewonnen | 574.000     |
| 4   | 26 september 2019 | Team 1 | Jayh                   | Babette van Veen       | Henk Westbroek          | Linda Hakeboom    | Verloren | 645.000     |
| 4   | 26 september 2019 | Team 2 | Rolf Sanchez           | Dennis van Aarssen     | Berget Lewis            | Froukje de Both   | Gewonnen | 645.000     |
| 5   | 3 oktober 2019    | Team 1 | John Williams          | Jaap Reesema           | Miljuschka Witzenhausen | Famke Louise      | Gewonnen | 492.000     |
| 5   | 3 oktober 2019    | Team 2 | Toine van Peperstraten | Tooske Ragas           | Zoey Ivory              | Wouter Hamel      | Verloren | 492.000     |
| 6   | 10 oktober 2019   | Team 1 | Brownie Dutch          | Marly van der Velden   | Tanja Jess              | London Loy        | Verloren | 408.000     |
| 6   | 10 oktober 2019   | Team 2 | Vinchenzo              | Rob Kemps              | Sita Vermeulen          | Nurlaila Karim    | Gewonnen | 408.000     |
| 7   | 17 oktober 2019   | Team 1 | Linda Estelle          | Fiona Hering           | Lange Frans             | Steven Brunswijk  | Verloren | 731.000     |
| 7   | 17 oktober 2019   | Team 2 | Anna Nooshin           | Britt Scholte          | Jan Joost van Gangelen  | Dorian Bindels    | Gewonnen | 731.000     |

Ultieme winnaars (winnaar uit het winnende team):
- Aflevering 1: Veronica van Hoogdalem
- Aflevering 2: Jamie Westland
- Aflevering 3: Bastiaan Ragas
- Aflevering 4: Berget Lewis
- Aflevering 5:  John Williams
- Aflevering 6: Vinchenzo
- Aflevering 7: Anna Nooshin

## Speciale afleveringen

### Speciale aflevering "2017"
In de speciale aflevering "2017" draait het programma om de muziek die allemaal in het jaar 2017 is uitgebracht.
| Nr. | Uitzenddatum     | Teams  | BN'ers          | BN'ers           | BN'ers         | BN'ers      | Status   | Kijkcijfers |
| --- | ---------------- | ------ | --------------- | ---------------- | -------------- | ----------- | -------- | ----------- |
| 1   | 16 december 2017 | Team 1 | Giel Beelen     | Rick Brandsteder | Dennis Weening | Amy Vol     | Verloren | 1.159.000   |
| 1   | 16 december 2017 | Team 2 | Roel van Velzen | Kim Feenstra     | Lisa Vol       | Shelley Vol | Gewonnen | 1.159.000   |

Ultieme winnaar (winnaar uit het winnende team): Lisa Vol

### Speciale aflevering "Kerst"
In de speciale aflevering "Kerst" draait het programma om alle muziek die te maken heeft met de kerst periode.
| Nr. | Uitzenddatum     | Teams  | BN'ers           | BN'ers         | BN'ers         | BN'ers           | Status   | Kijkcijfers |
| --- | ---------------- | ------ | ---------------- | -------------- | -------------- | ---------------- | -------- | ----------- |
| 1   | 23 december 2017 | Team 1 | Birgit Schuurman | Martijn Krabbé | Wendy van Dijk | Sharon Doorson   | Gewonnen | 1.259.000   |
| 1   | 23 december 2017 | Team 2 | Jan Versteegh    | Jamai Loman    | Gerard Joling  | Jelka van Houten | Verloren | 1.259.000   |

Ultieme winnaar (winnaar uit het winnende team): Sharon Doorson